# 그라츠 공항

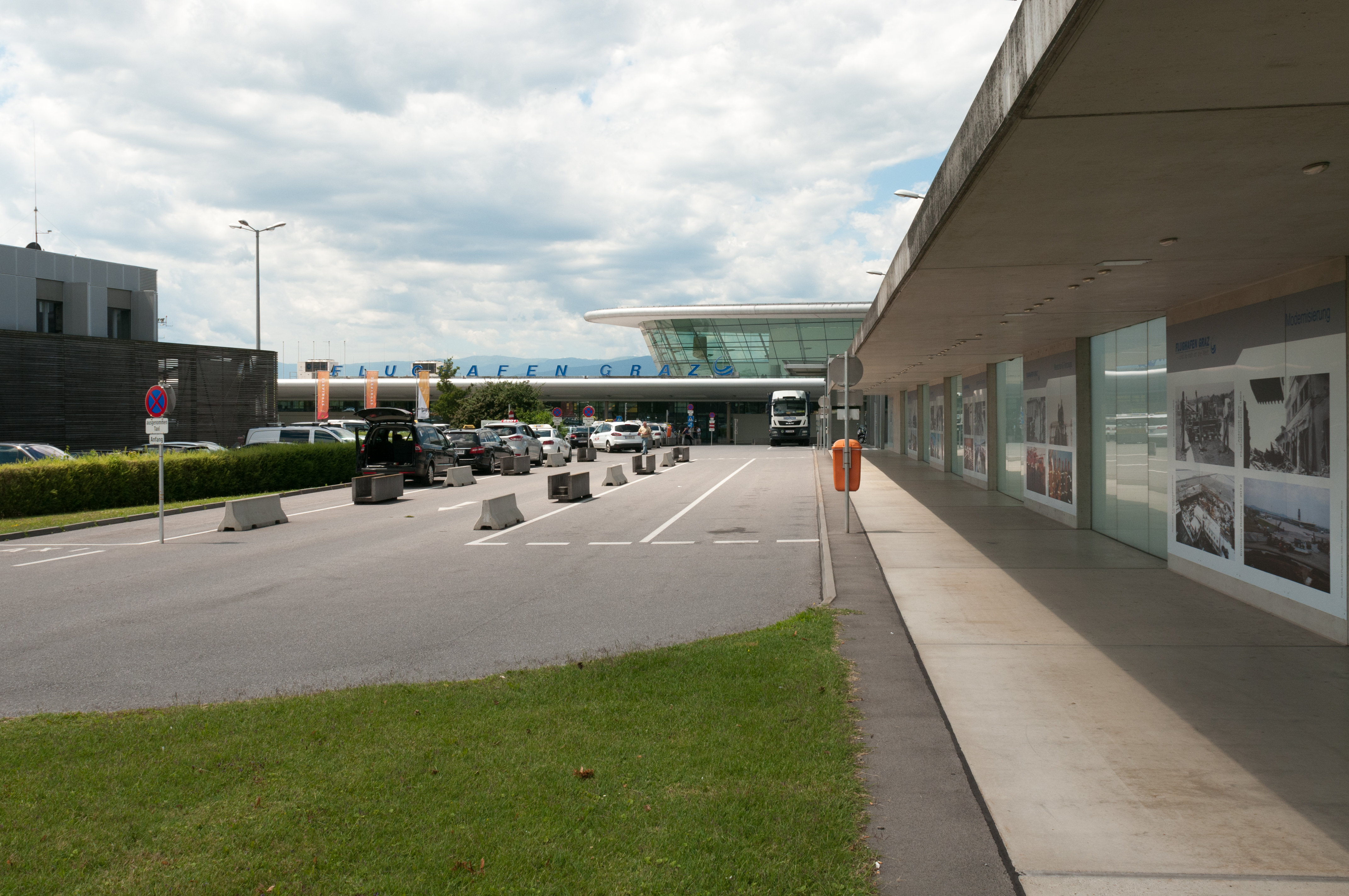

그라츠 공항(Graz Airport, IATA: GRZ, ICAO: LOWG, Flughafen Graz)은 오스트리아 남부를 관할하는 독일의 국제공항이다. 오스트리아에서 두 번째로 큰 도시인 그라츠 주변에 위치해있다. 그라츠시 중심부에서 남쪽으로 9.3km 지점에 위치한다.